# Karl-Bernhard Jubitz

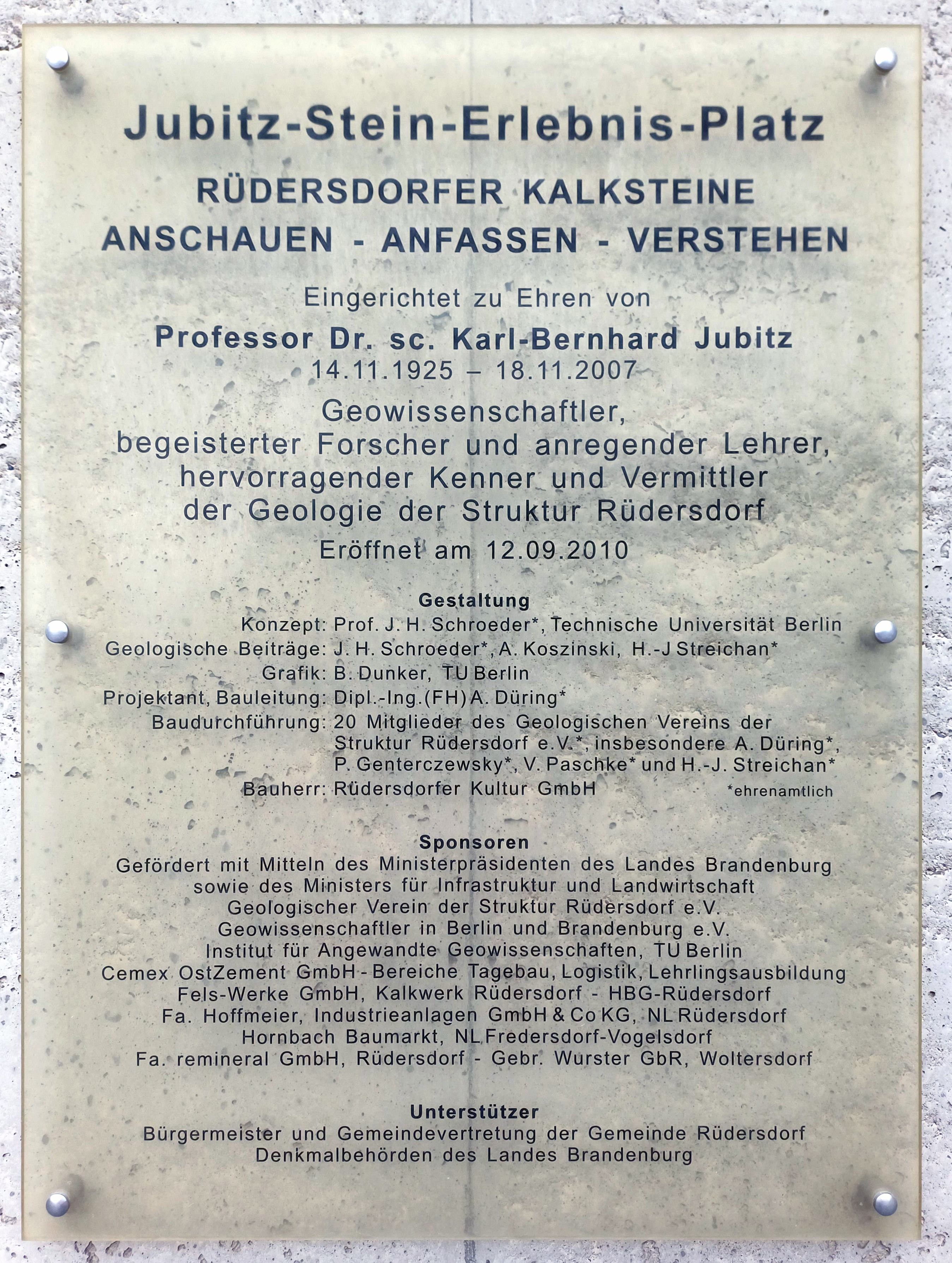
Gedenktafel im Museumspark Rüdersdorf

Karl-Bernhard Jubitz (* 14. November 1925 in Berlin; † 18. November 2007) war ein deutscher Geologe.
Jubitz studierte ab 1946 Geologie an der Humboldt-Universität Berlin bei Hans Stille und Serge Bubnoff. 1952 absolvierte er sein Staatsexamen zum Diplomgeologen bei Franz Lotze (bei dem er in Münster studierte) und Hans Stille (Feinstratigraphisch-petrographische Untersuchungen in der Trias zwischen Osnabrück und Melle in Hannover). Daraus entstand auch seine Dissertation 1953 (Zum tektonischen Bau zwischen Osnabrück und Melle in Hannover). Als Schüler von Stille, Bubnoff und Lotze befasste er sich mit Tektonik und er wurde 1952 Assistent von Stille am neu gegründeten Geotektonischen Institut der Deutschen Akademie der Wissenschaften in Berlin. 1961 übernahm er die kommissarische Leitung und 1965 wurde er dessen Direktor. Nach der 1969 erfolgten Eingliederung in das Zentralinstitut für Physik der Erde (ZPE) der Akademie der Wissenschaften der DDR in Potsdam wurde er dort Abteilungsleiter Geologie. 1976 erfolgte die Dissertation B (Habilitation) mit der Schrift Zielfunktionen, Hauptergebnisse und Trends tektonischstruktureller Forschungen an der Akademie der Wissenschaften der DDR und im selben Jahr wurde er Professor an der Akademie der Wissenschaften der DDR, wobei er Vorlesungen in Greifswald und Leipzig hielt.
Er befasste sich vor allem mit der Tektonik von Deckgebirgen (Tafeldeckgebirgen). Mit Günter Schwab analysierte er die Beckendynamik der Polnisch-Norddeutschen Senke und befasste sich besonders mit dem Muschelkalk des Kalksteinbruchs Rüdersdorf (mit umfassender Dokumentation in einer Fotothek nach seiner Pensionierung). Er leitete zahlreiche Exkursionen in Rüdersdorf.
Er war Gründungsmitglied im Verein Geowissenschaftler von Berlin und Brandenburg, dessen Ehrenmitglied er wurde. In Rüdersdorf wurde beim Otto-Torell-Haus ein Jubitz-Stein-Erlebnisplatz zum Muschelkalk eröffnet.